# Gladys Lounsbury Hobby
Gladys Lounsbury Hobby, född 19 november 1910 i New York City, död 4 juli 1993 i Pennsylvania, var en amerikansk mikrobiolog. Hennes forskning var viktig för utvecklingen och förståelsen av antibiotika. Hennes arbete förde penicillinet från ett laboratorieexperiment till ett massproducerat läkemedel under andra världskriget.